# 臘斯克縣 (德克薩斯州)
臘斯克縣（英語：Rusk County）是美國德克薩斯州東部的一個縣。面積2,431平方公里。根据美國2000年人口普查，共有人口47,372人。縣治亨德森（Henderson）。
縣政府成立於1843年1月16日。縣名紀念德克薩斯共和國首任戰爭部長、聯邦參議員的湯瑪斯·傑弗遜·臘斯克（Thomas Jefferson Rusk）。本縣為一禁酒的縣。